# アティリオ・ガルシア
アティリオ・セフェリノ・ガルシア・ペレス（Atilio Ceferino García Pérez、1914年8月26日 - 1973年12月12日）は、アルゼンチンおよびウルグアイのサッカー選手。ポジションはストライカー。ウルグアイのサッカー史上2番目の得点記録を持つ。1938年から1951年までナシオナル・モンテビデオでプレーした。

## 選手経歴
ガルシアは、ナシオナルに加入する前、アルゼンチンのCAモレノ、プラテンセ、ボカ・ジュニアーズに短期間在籍した。
ナシオナルでは、得点王最多獲得記録、最長連続得点王記録、CAペニャロールに対する最多得点記録、ペニャロールに対する1試合での最多得点記録を含む数多くの国内記録を打ち立てた。ナシオナル在籍中に、クラブは8度のリーグチャンピオンを含む25のタイトルを獲得した。ガルシアはリーグの得点王に8度輝いた。
ナシオナルを離れた後、ラシン・クラブ・デ・モンテビデオとミラマール・ミシオネスでそれぞれ1シーズンずつプレーした。
1953年の引退後もウルグアイに居住し続け、1973年にモンテビデオで死去した。

## タイトル

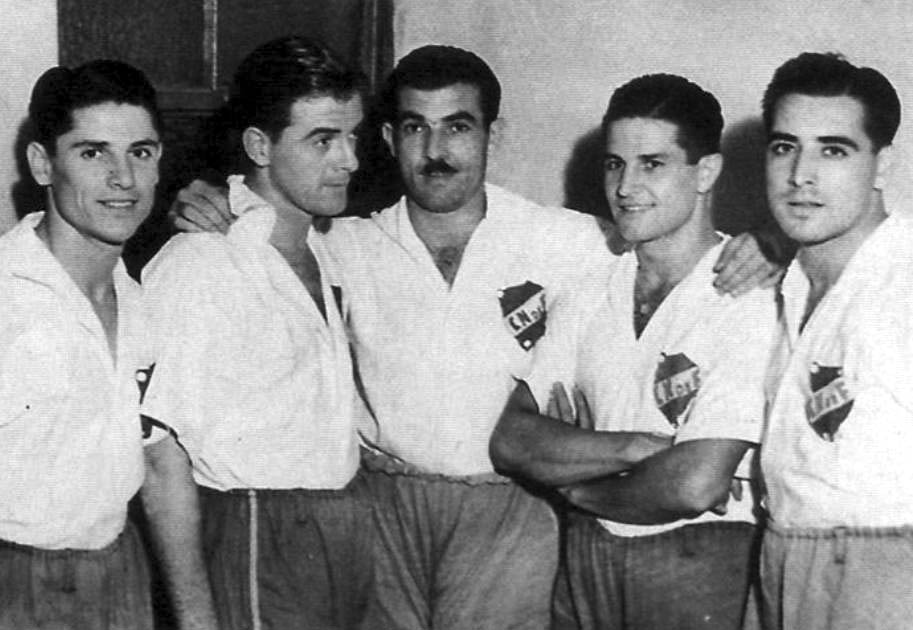
ガルシアとナシオナルの残りのフォワード陣。ガルシアは彼らとリーグ5連覇を果たした（1939-43）。

- プリメーラ・ディビシオン (8): 1939, 1940, 1941, 1942, 1943, 1946, 1947, 1950
- Torneo de Honor (8): 1938, 1939, 1940, 1941, 1942, 1943, 1946, 1948
- Campeonato Nocturno Rioplatense (1): 1938
- C. C. Grandes del Río de la Plata (1): 1938
- コパ・アルダオ (3): 1940, 1942, 1946
- Torneo Competencia (3): 1942, 1945, 1948
- Copa del Atlántico (1): 1947

### 得点王
| シーズン | クラブ                   | ゴール |
| -------- | ------------------------ | ------ |
| 1938     | ナシオナル・モンテビデオ | 20     |
| 1939     | ナシオナル・モンテビデオ | 22     |
| 1940     | ナシオナル・モンテビデオ | 18     |
| 1941     | ナシオナル・モンテビデオ | 23     |
| 1942     | ナシオナル・モンテビデオ | 19     |
| 1943     | ナシオナル・モンテビデオ | 18     |
| 1944     | ナシオナル・モンテビデオ | 21     |
| 1946     | ナシオナル・モンテビデオ | 21     |

## 情報
- エスタディオ・グラン・パルケ・セントラルにはガルシアの名を冠したスタンドがある。
- 1940年12月8日、ガルシアは4ゴールを挙げ、ペニャロールを5対1で破った。
- ガルシアはペニャロールに対して通算35ゴールを挙げた。この記録は未だに破られていない。
- 1938年から1944年まで7年連続得点王に輝いた。
- ウルグアイリーグでガルシアよりも多い得点記録を持つのはフェルナンド・モレーナ（230ゴール）のみである。
- ナシオナルでは全大会を合わせると435試合で464ゴールを挙げた（最多得点記録）。